# Kamchut
Kamchut – wieś w Armenii, w prowincji Szirak. W 2011 roku liczyła 2 mieszkańców.